# F.E.A.R.
 F.E.A.R.  is een first-person shooter (FPS), uitgebracht in het najaar van 2005. De titel staat als afkorting voor "First Encounter Assault Recon". Het spel werd ontwikkeld door Monolith Productions en uitgegeven door Sierra.
Het spel staat vooral bekend omwille van zijn speelstijl die gebruikmaakt van een vertraagd effect (geïnspireerd door de John Woo-films) en de ingewikkelde verhaallijn die de speler zelf achterhaalt terwijl hij/zij informatie verzamelt in de verscheidene levels.
Naast de schietgevechten met vijandelijke eenheden, zal de speler ook angstige momenten beleven, aangezien het verhaal van dit spel berust op Japanse horror.
F.E.A.R. heeft twee uitbreidingen: F.E.A.R. extraction point en F.E.A.R. perseus mandate; deze zijn allebei door Vivendi Games ontwikkeld.
Op 13 februari 2009 kwam in Europa het vervolg uit van dit spel getiteld F.E.A.R. 2: Project Origin. Dit spel is geschikt voor de pc, Xbox 360 en PlayStation 3.

## Ontvangst
| Beoordeeld door      | Jaar | Score |
| -------------------- | ---- | ----- |
| Softpedia            | 2005 | 91%   |
| Gamereactor (Zweden) | 2005 | 90%   |
| TTGamer              | 2005 | 90%   |
| Video Game Talk      | 2006 | 90%   |
| 1UP                  | 2005 | 90%   |
| games xtreme         | 2005 | 88%   |
| FiringSquad          | 2005 | 83%   |
| Game Revolution      | 2005 | 83%   |
| Gamekult             | 2005 | 80%   |
| Factornews           | 2005 | 80%   |

## Trivia
- Het spel is opgenomen in het boek 1001 Video Games You Must Play Before You Die van Tony Mott.